# Cyclemys fusca
La tartaruga foglia bruna della Birmania (Cyclemys fusca Fritz, Guicking, Auer, Sommer, Wink & Hundsdörfer, 2008) è una specie di tartaruga della famiglia dei Geoemididi.

## Descrizione
Questa specie, recentemente descritta, appartiene al gruppo polifiletico delle «dark-bellied leaf turtles», assieme alle congeneri C. enigmatica, C. gemeli e C. oldhami. Queste sono accomunate dall'avere il ponte e il piastrone completamente o prevalentemente scuri. Il carapace supera i 240 mm di lunghezza, è leggermente bombato ed ha il margine posteriore dentato; la colorazione è marrone scura uniforme, solitamente priva del pattern raggiato negli individui maturi. Il piastrone e il ponte sono neri o marrone scuro, con un motivo di raggi neri più o meno visibile a seconda della colorazione di fondo; l'intaccatura degli scuti anali forma un angolo ottuso. Il capo, il collo e la gola sono scuri; la sommità della testa è giallo-verdastra (carattere diacritico della specie), più chiara rispetto alla pigmentazione della regione temporale. La biologia è ancora scarsamente conosciuta.

## Distribuzione e habitat
Attualmente la specie è segnalata solo in Birmania centrale e settentrionale, ma è verosimile che il suo areale possa estendersi alle regioni limitrofe in India e Bangladesh. Come le altre specie del genere Cyclemys, C. fusca è una testuggine semi-acquatica.

## Conservazione
Data la recente scoperta di questa specie, le informazioni finora disponibili non sono sufficienti per stabilire un trend delle popolazioni selvatiche e assegnare una categoria a rischio. Come in gran parte delle testuggini asiatiche, le minacce derivano verosimilmente dalla perdita e dall'alterazione dell'habitat, oltre che dal commercio a scopo alimentare, medicinale e terraristico.